# Albert Friedrich Berner
Albert Friedrich Berner (* 30. November 1818 in Strasburg/Uckermark; † 13. Januar 1907 in Berlin) war Strafrechtslehrer (Professor) an der Universität Berlin und einer der bedeutendsten preußischen und deutschen Strafrechtswissenschaftler seiner Zeit.

## Ausbildung
Albert Friedrich Berner wurde als Ältester von 15 Geschwistern geboren. Sein Vater, Christian Friedrich Berner (1787–1883), war königlich preußischer Justiz- und Kreisgerichtsrat in Strasburg.  Mit 15 Jahren zog Berner auf Wunsch seines Vaters zu dessen Mutter, Maria Sophia geb. Löst, nach Berlin und besuchte dort das Französische Gymnasium. Berlin wurde seine neue Heimat, und er sollte sein ganzes weiteres Leben hier verbringen. 
Noch bei Abschluss des Gymnasiums als „Primus Omnium“ hatte Berner bei der Wahl der Studienfächer zwischen den Rechtswissenschaften und der Philosophie geschwankt. 1838 immatrikulierte er sich dann an der Friedrich-Wilhelms-Universität zu Berlin gleich für beide Fächer. Zu seinen Lehrern gehörte zum Beispiel Friedrich Carl von Savigny, für den er eine große Bewunderung empfand. In seinem philosophischen Studium fühlte er sich zu den Vertretern Hegels hingezogen.

## Beruflicher Werdegang
Berner promovierte 1842 mit einer Dissertation zum Thema „De divortiis apud Romanos“ und verteidigte seine darin aufgestellten Thesen gegen seinen Freund und Studienkollegen Rudolf von Jhering, der als Opponent auftrat. 1844 habilitierte sich Berner und wurde durch Beschluss der Fakultät in Berlin als Privatdozent für Kriminalrecht angenommen. Im Mai 1848 erfolgte seine Berufung als außerordentlicher Professor an die Universität Berlin; 1861 erhielt er schließlich nach mehreren vergeblichen Beförderungsgesuchen eine ordentliche Professur.
Berner beschäftigte sich auch mit den französischen Kriminalisten und hatte darüber hinaus regen Kontakt mit Staats- und Strafrechtlern über den gesamten Kontinent. Von seinen zahlreichen Schriften ist das 1857 erstmals erschienene „Lehrbuch des deutschen Strafrechts“ am bekanntesten. Mit dem Werk unternahm Berner den Versuch, eine systematische Strafrechtswissenschaft zu begründen und das deutsche Strafrecht endgültig unter den Einfluss Hegels (Hegelianismus) zu bringen. Das Lehrbuch erschien bis 1898 in 18 Auflagen und wurde in mehrere Sprachen übersetzt.
Seine Lehrtätigkeit in Berlin übte Berner bis ins hohe Alter von 81 Jahren aus. Sein Nachfolger war im Jahre 1899 Franz von Liszt.

## Werke
- Die Lehre von der Teilnahme am Verbrechen (Berl. 1847)
- Abschaffung der Todesstrafe (Dresd. 1861)
- Die Strafgesetzgebung in Deutschland von 1751 bis zur Gegenwart (Leipz. 1867)

Auch hat Berner zahlreichen Abhandlungen zum Strafrecht für juristische Zeitschriften wie „Die Nothwehrtheorie“ im Archiv des Criminalrechts N.F veröffentlicht und den größten Teil des Völkerrechts für Bluntschlis Staatswörterbuch bearbeitet.